# Ocean (Kirlian Camera)
Ocean è un singolo del gruppo musicale italiano Kirlian Camera, pubblicato dalla Virgin Dischi nel 1986. Una versione Extended play 12" fu pubblicata lo stesso anno con in più una versione remix del brano omonimo.

## Tracce
Lato A
1. Ocean (Extended Version) – 4:41 (Angelo Bergamini)

Lato B
1. Nightship 451 (Extended Version) – 4:40 (Angelo Bergamini, Graziano Mallozzi)